# L-ramnosio 1-deidrogenasi
La L-ramnosio 1-deidrogenasi è un enzima appartenente alla classe delle ossidoreduttasi, che catalizza la seguente reazione:
L-ramnofuranosio + NAD+ ⇄ L-ramno-1,4-lattone + NADH + H+